# Klym Artamonov
Klym Artamonov (Kerch, 5 de noviembre de 1993) es un exjugador y entrenador de baloncesto ucraniano que actualmente dirige al ECE Bulls Kapfenberg, equipo que milita en la BSL de Austria. Fue internacional con la Selección de baloncesto de Ucrania.

## Carrera deportiva
Es un base que debutó como profesional en Lituania en las filas del BC Šiauliai, antes de regresar a su país para jugar en las filas del BC Odessa. Klym jugaría cuatro temporadas en la Superliga de baloncesto de Ucrania alternando temporadas en el BC Odessa y el SK Cherkasy Monkeys.
Comenzó la temporada 2018-19 en el Cherkaski Mavpy de su país, con el que disputó además de la liga, la FIBA Europa Cup. En esta competición jugó 7 encuentros, con un promedio de 18,4 minutos, 3,6 puntos, 3,1 rebotes y 3,7 asistencias, para sumar 6,9 puntos de valoración.
En diciembre de 2018 el jugador firma hasta el final de la temporada con el Araberri Basket Club para jugar en Liga LEB Oro.

## Clubs

### Como jugador
- BC Šiauliai (2012-2013)
- BC BIPA-Odessa (2013-2015)
- Spartak Primorje (2015)
- SK Cherkasy Monkeys (2015-2016, 2018)
- BC BIPA-Odessa (2016-2018)
- Araberri Basket Club (2019-2023)

### Como entrenador
- ECE Bulls Kapfenberg (2024-Act.)